# Vil·la de Sant Jordi
La Vil·la de Sant Jordi és una obra noucentista de Cerdanyola del Vallès (Vallès Occidental) inclosa a l'Inventari del Patrimoni Arquitectònic de Catalunya.

## Descripció
Torre aïllada situada sobre terreny amb forta pendent entre els carrers Flor de Maig i de N'Amèlia. És de planta quadrangular, formada per planta baixa i un o dos pisos, i coberts amb teulades a dues vessants o amb terrats amb balustrada. L'accés pel carrer Flor de Maig es fa a través d'una zona enjardinada, amb terrasses, escalinates i balustrades que salven el desnivell entre els dos carrers. La façana posterior, que dona al carrer de N'Amèlia, presenta com a element remarcable l'ús decoratiu del maó i la terracota. El cos més elevat té coberta de pavelló.

## Història
L'edifici "Vil·la de Sant Jordi", d'estil noucentista, va ser bastit a mitjans se segle xx.